# Előszoba

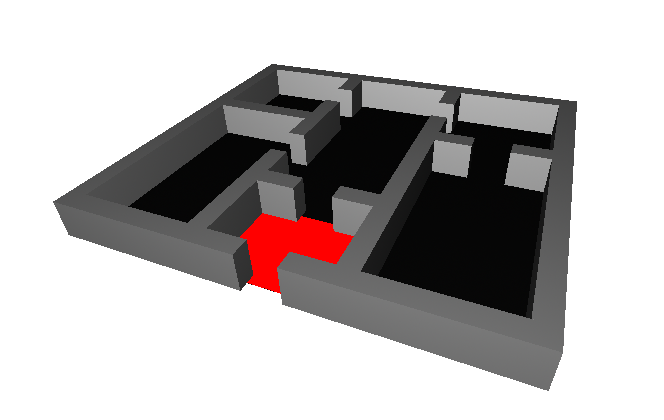
Az előszoba (pirossal jelölve) helye egy épületen belül

Az előszoba (latinul vestibulum), egy épület előcsarnokát, hallját jelenti, vagy egy folyosót, amely összeköti a bejáratot az épület belső helyiségeivel.
A modern építészetben a előszoba általában egy kis előszoba vagy csarnok a bejáratot követően. Elsődleges jelentősége, hogy kihangsúlyozza az épület nagyságát és jelentőségét. Elsősorban kormányzati és nemesi épületeknél közkedvelt építészeti megoldás, régen kapuház is lehetett.
A római építészetben egy részlegesen zárt teret jelöl az utca és a ház belső helyiségei között, ötvözet napjaink előcsarnoka és tornáca között. Római házakban a előszobát az átrium követte.

## Fordítás
- Ez a szócikk részben vagy egészben  a   Vestibule (architecture) című angol Wikipédia-szócikk ezen változatának fordításán alapul.  Az eredeti cikk szerkesztőit annak laptörténete sorolja fel. Ez a jelzés csupán a megfogalmazás eredetét és a szerzői jogokat jelzi, nem szolgál a cikkben szereplő információk forrásmegjelöléseként.